# Juma Al-Wahaibi
Juma Al Wahaibi (ar. جمعة عبد الله الوهيبي; ur. 2 marca 1980) – omański piłkarz występujący na pozycji obrońcy.

## Kariera
Juma swą karierę zawodniczą rozpoczął w klubie Sedab. Następnie w 2003 roku przeszedł do Muscat Club. W sezonie 2005/2006 grał w klubie Tadamon Kuwejt, zaś w sezonie 2006/2007 reprezentował barwy katarskiego Al-Khor. W 2007 roku wrócił do klubu z Kuwejtu. W latach 2009–2015 grał w Al-Shabab Seeb.
Juma Al Wahaibi w 2002 roku zadebiutował w reprezentacji Omanu. Uczestniczył w Pucharze Azji 2007.